# Boninite
La boninite appartiene al gruppo delle rocce pricritiche, rocce vulcaniche ad alto contenuto di magnesio e a basso contenuto di alcali. È una roccia vulcanica di composizione andesitica e tessitura ipocristallina porfirica. Il colore è generalmente scuro. In passato veniva considerata una varietà di andesite ricca di vetro e chiamata ialoandesite.

## Etimologia
Il nome deriva dalle Isole Bonin, un arcipelago di 30 isole a Sud del Giappone (a cui appartengono politicamente) dove affiora questo particolare tipo di andesiti.

## Composizione e tessitura
La boninite è formata da fenocristalli di protoenstatite (fase instabile di alta temperatura che inverte a clinoenstatite), ortopirosseno, clinopirosseno e olivina in una pasta di fondo vetrosa ricca di cristalliti. La tessitura ipocristallina è indicativa di una raffreddamento molto veloce.

## Varietà
La bajaite è una varietà di boninite con MgO ≈ 8% e SiO2 ≈ 56% in peso e caratterizzata dall'alto contenuto di stronzio (> 1000 ppm) e dall'alto rapporto K/Rb (> 1000). Era definita in origine come andesite magnesiaca.
La marianite è una varietà caratterizzata da fenocristalli e microliti di clinoenstatite, bronzite e augite in una matrice vetrosa con pseudomorfosi sui cristalli di olivina.
La Komatiite basaltica o basalto komatiitico è una roccia con composizione chimica intermedia tra il basalto tholeiitico e la boninite, con MgO compreso tra 5% e 15% in peso e tessitura spinifex.

## Origine
Le boniniti sono rocce rare, che si trovano nei moderni archi insulari e si originano dalla fusione di una harzburgite, arricchita in silice ed elementi incompatibili, nel cuneo di mantello al di sopra di litosfera oceanica in subduzione. I basalti komatiitici si pensa derivino da un magma komatiitico contaminato da materiale crostale.